# Dialogue de Talanoa

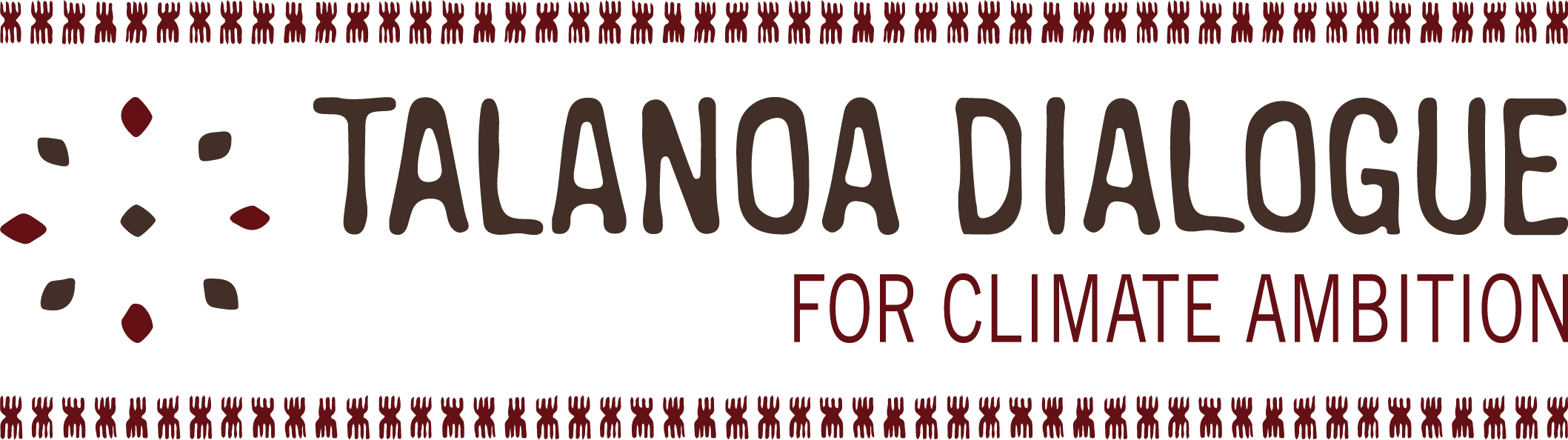
Logo du Dialogue de Talanoa

Le Dialogue de Talanoa est une méthode conçue pour aider les pays à mettre en œuvre et à améliorer leurs contributions déterminées au niveau national d'ici 2020. Les parties à la Convention-cadre des Nations unies sur les changements climatiques (CCNUCC) ont mandaté ce dialogue pour faire le point sur les efforts collectifs déployés au niveau mondial pour réduire les émissions de gaz à effet de serre, conformément aux objectifs de l'Accord de Paris sur le climat, qui est de limiter la hausse moyenne de la température mondiale à 2 °C au-dessus des niveaux pré-industriels, et à poursuivre les efforts en vue de limiter cette augmentation à 1,5 °C.
Le Dialogue de Talanoa a été lancé lors de la COP 23 sous la Présidence des îles Fidji, il s’agit d’un processus qui durera toute une année et qui aboutira a des discussions politiques à la COP 24 à Katowice, en Pologne, où les dirigeants politiques devraient manifester leur engagement à renforcer l'ambition de leurs contributions déterminées au niveau national.
Ce dialogue représente une ouverture dans les négociations sur le climat de l'ONU, parce que les acteurs non étatiques sont en mesure de participer activement et de soumettre leurs idées sur la façon dont les gouvernements nationaux peuvent améliorer leurs cibles de réduction des émissions.

## Le concept pacifique de talanoa
Le Dialogue de Talanoa est basé sur le concept pacifique de talanoa, c'est un dialogue interactif qui conduit à la formation de consensus et la prise de décision. Le processus est conçu pour permettre aux participants de partager leurs histoires, dans l'espoir que d'autres puissent apprendre et de bénéficier de leurs idées et leurs expériences.